# Лікопердон соскоподібний
Лікопердон соскоподібний, Дощовик соскоподібний (Lycoperdon mammaeforme) — неморальний вид грибів роду дощовик (Lycoperdon). Сучасну біномінальну назву надано у 1801 році.

## Будова
Тіло кулясте, овальне, грушоподібне, до 6–7 см заввишки, до 5 см завширшки. Колір плодового тіла білий, згодом сіро-коричневий. Зернистий або шипуватий екзоперидій білого кольору, з часом червонувато-жовтий, буріючий до коричневого. При дозріванні він розривається і залишається у вигляді невеличких шматочків на ендоперидії. Сірувато-жовтий ендоперидій м'який та гладенький. На його верхівці відкривається отвір. Порошиста глеба спочатку біла, згодом жовтувато-оливкова, зріла — пурпуровокоричнева. Шипасті спори кулясті мають 5,9–7,3 мкм у діаметрі, жовтуваті, коричнюваті і згодом темно-буро-пурпурові. Стеригми до 20 мкм завдовжки. Гриб має нитчастий дихотомічно розгалужений капіліцій.

## Життєвий цикл
Плодові тіла цього надґрунтового сапротрофа розвиваються наприкінці літа і восени.

## Поширення та середовище існування
Зустрічається у листяних, переважно букових та дубових лісах Євразії. В Україні був знайдений у Криму на вершинах гір Роман-Кош та Чатир-Даг.

## Природоохоронний статус
Охороняється в Кримському природному заповіднику. Включений до третього видання Червоної книги України (2009 р.).